# Onore
Onore (lombardul: Lanùr) település Olaszországban, Lombardia régióban, Bergamo megyében. Lakosainak száma 922 fő (2023. január 1.). Onore Songavazzo, Castione della Presolana és Fino del Monte községekkel határos.

## Népesség
A település lakossága az elmúlt években az alábbi módon változott:
| Lakosok száma | 875  | 896  | 922  |
|               | 2017 | 2018 | 2023 |